# Tye Sheridan
Tye Kayle Sheridan (Palestine, Texas, 1996. november 11. –) amerikai színész.
Leginkább a fiatal Scott Summers/Küklopsz megformálásáról ismert, akit az X-Men filmsorozat (2016–2019) rebootjaiban játszott el, valamint a Ready Player One (2018) és a Cserkészkézikönyv zombiapokalipszis esetére (2015) című filmekből is jól ismert. Sheridan első filmje a Terrence Malick által rendezett Az élet fája (2011) című kísérleti dráma volt, első főszerepét Jeff Nichols, Mud című filmjében (2012) kapta.

## Gyermekkora és családja
Sheridan a Texasban található Palestine városában született. Édesanyja, Stephanie (Wright) Sheridan szépségszalon tulajdonos, édesapja Bryan Sheridan UPS vezető. Van egy húga, Madison. Ameddig be nem töltötte tizenhatodik életévét és nem kezdett filmes karrierbe, az Elkhart Independent School District tankerület tanulója volt, itt filmkészítési oktatásokon vett részt.

## Pályafutása
Sheridan Terrence Malick Az élet fája című filmjében debütált, Brad Pitt, Jessica Chastain és Sean Penn mellett, miután majdnem egy évig tartó castingkutatás történt, 10 000 texasi és oklahomai gyermek közül, végül ő lett a befutó. A film világpremierje a 2011-es Cannes-i Filmfesztiválon volt és elnyerte az Arany Pálmát, valamint Oscar-díj a legjobb filmnek kategóriában is jelölést kapott.
2012-ben Ellis főszerepét játszotta Jeff Nichols Mud című drámában Jacob Loflanddal és Matthew McConaugheyvel. A dráma-thriller műfajú felnövéstörténet bemutatója a 2012-es Cannes-i fesztiválon volt, Sheridan pedig a Critics 'Choice Award jelölést kapott.

## Filmográfia

### Film
| Év   | Magyar cím                                  | Eredeti cím                           | Szerep                           | Magyar hang     |
| ---- | ------------------------------------------- | ------------------------------------- | -------------------------------- | --------------- |
| 2011 | Az élet fája                                | The Tree of Life                      | Steve O'Brien                    | Boldog Gábor    |
| 2012 | Mud                                         | Mud                                   | Ellis                            | Boldog Gábor    |
| 2013 | Joe                                         | Joe                                   | Gary Jones                       | Baráth István   |
| 2014 | A hamisító                                  | The Forger                            | Will Cutter                      | Czető Roland    |
| 2014 | A hamisító                                  | The Forger                            | Will Cutter                      | Baráth István   |
| 2015 |                                             | Entertainment                         | Eddie, a nyitó                   |                 |
| 2015 | Utolsó napok a sivatagban                   | Last Days in the Desert               | fiú                              |                 |
| 2015 | A stanfordi börtönkísérlet                  | The Stanford Prison Experiment        | Peter Mitchell / 819-es fogoly   | Szalay Csongor  |
| 2015 | Sötét helyek                                | Dark Places                           | Ben Day fiatalon                 | Baradlay Viktor |
| 2015 | Cserkészkézikönyv zombiapokalipszis esetére | Scouts Guide to the Zombie Apocalypse | Ben Goudy                        | Gacsal Ádám     |
| 2016 | Gyilkos kitérő                              | Detour                                | Harper James                     | Előd Álmos      |
| 2016 | X-Men: Apokalipszis                         | X-Men: Apocalypse                     | Scott Summers / Küklopsz         | Előd Álmos      |
| 2017 | Sivatagi madarak                            | The Yellow Birds                      | Daniel Murphy                    | Baráth István   |
| 2017 | Fűfoltok                                    | All Summers End                       | Conrad Stevens                   | Ducsai Ábel     |
| 2018 | Ready Player One                            | Ready Player One                      | Wade Watts / Parzival            | Baráth István   |
| 2018 | Pénteki gyermek                             | Friday's Child                        | Richie                           | Baráth István   |
| 2018 |                                             | The Mountain                          | Andy                             |                 |
| 2018 | Deadpool 2.                                 | Deadpool 2                            | Scott Summers / Küklopsz (cameo) | nem szólal meg  |
| 2019 | X-Men: Sötét Főnix                          | X-Men: Dark Phoenix                   | Scott Summers / Küklopsz]        | Előd Álmos      |
| 2020 |                                             | The Night Clerk                       | Bartholomew “Bart” Bromley       |                 |
| 2021 | Utazás a semmibe                            | Voyagers                              | Christopher Rebbs                | Baráth István   |
| 2021 | Svindler                                    | The Card Counter                      | Cirk                             | Baráth István   |
| 2021 | Iskola a pult mentén                        | The Tender Bar                        | JR Moehringer                    | L. Nagy Attila  |

### Televízió

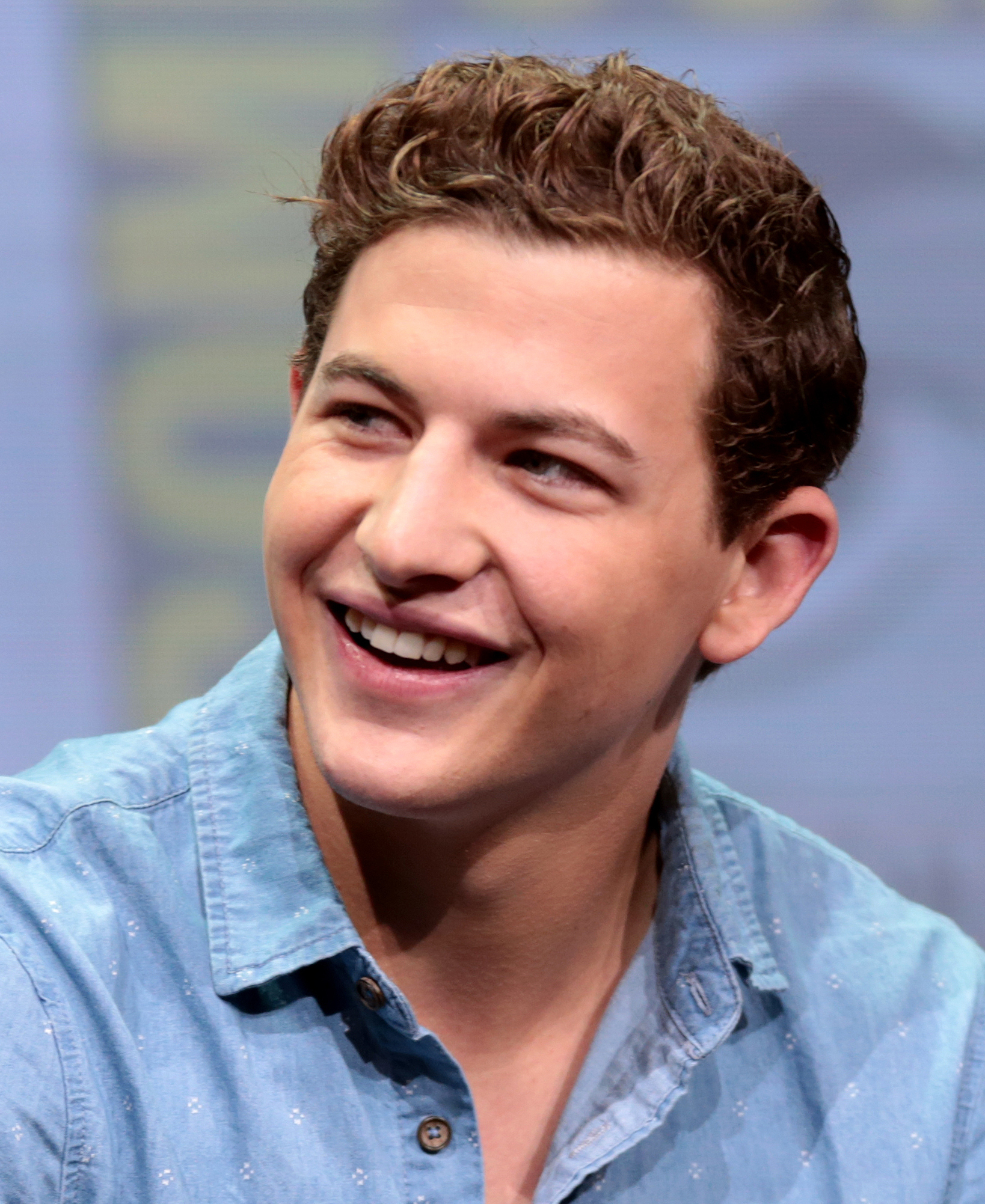
Sheridan 2017-ben

| Év   | Magyar cím       | Eredeti cím       | Szerep        | Megjegyzések |
| ---- | ---------------- | ----------------- | ------------- | ------------ |
| 2014 | Apa csak egy van | Last Man Standing | Justin        | 3 epizód     |
| 2020 |                  | Wireless          | Andy Braddock | 10 epizód    |

### Videójátékok
| Év   | Cím       | Szerep         | Megjegyzések                     |
| ---- | --------- | -------------- | -------------------------------- |
| 2020 | Madden 21 | Tommy Matthews | hang és digitális mozgásrögzítés |

## Fordítás
- Ez a szócikk részben vagy egészben  a   Tye Sheridan című angol Wikipédia-szócikk fordításán alapul.  Az eredeti cikk szerkesztőit annak laptörténete sorolja fel. Ez a jelzés csupán a megfogalmazás eredetét és a szerzői jogokat jelzi, nem szolgál a cikkben szereplő információk forrásmegjelöléseként.